# Palliduphantes sanctivincenti
Palliduphantes sanctivincenti är en spindelart som först beskrevs av Simon 1872.  Palliduphantes sanctivincenti ingår i släktet Palliduphantes och familjen täckvävarspindlar.
Artens utbredningsområde är Frankrike. Inga underarter finns listade i Catalogue of Life.